# Galeazzo Mondella

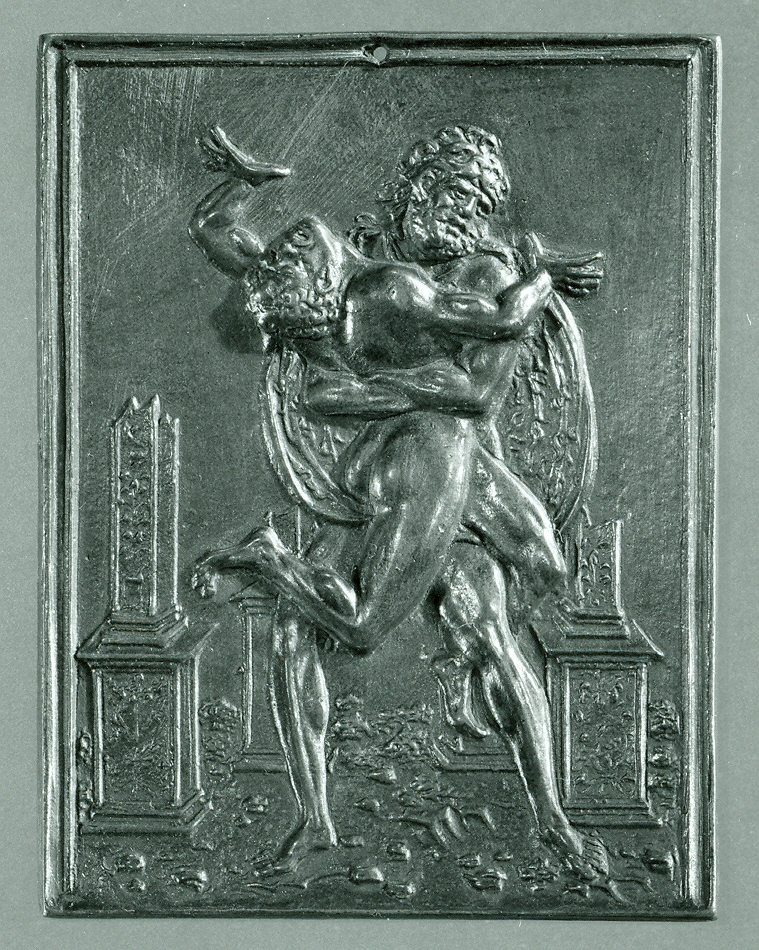
Héraklés a Antaeus, 1488–1489

Galeazzo Mondella zvaný Il Moderno (1467 Verona – 1528 Řím) byl italský zlatník, medailér a sochař doby renesance, věnoval se především tvorbě bronzových reliéfů, které sloužily mnoha jeho současníkům a následovníkům až do 19. století jako modely.
Přezdívku „Il Moderno“ (moderní) dostal pravděpodobně pro odlišení od mantovského současníka, bronzíře Piera Jacopa Alari Bonacolsiho, řečeného „Il Antico“. Tvořil převážně v Mantově a v Římě, ale byl občanem Benátské republiky. Patřil k druhé generaci italských medailérů, jeho práce ovlivnily zlatníky a medailéry středoevropské renesance i rudolfínského manýrismu.

## Dílo
Dochovala se více než stovka medailonů, reliéfů a plaket s náměty sakrálními i z antické mytologie; od některých existují i několik variant kompozice téhož motivu. Vzácnější jsou lovecké náměty s jezdci a lvy. K nejznámějším patří variace Kristových pašijí a Dvanáct Héraklových činů. Mnohé práce nejsou signované a jejich autorství bylo připsáno.

## Galerie

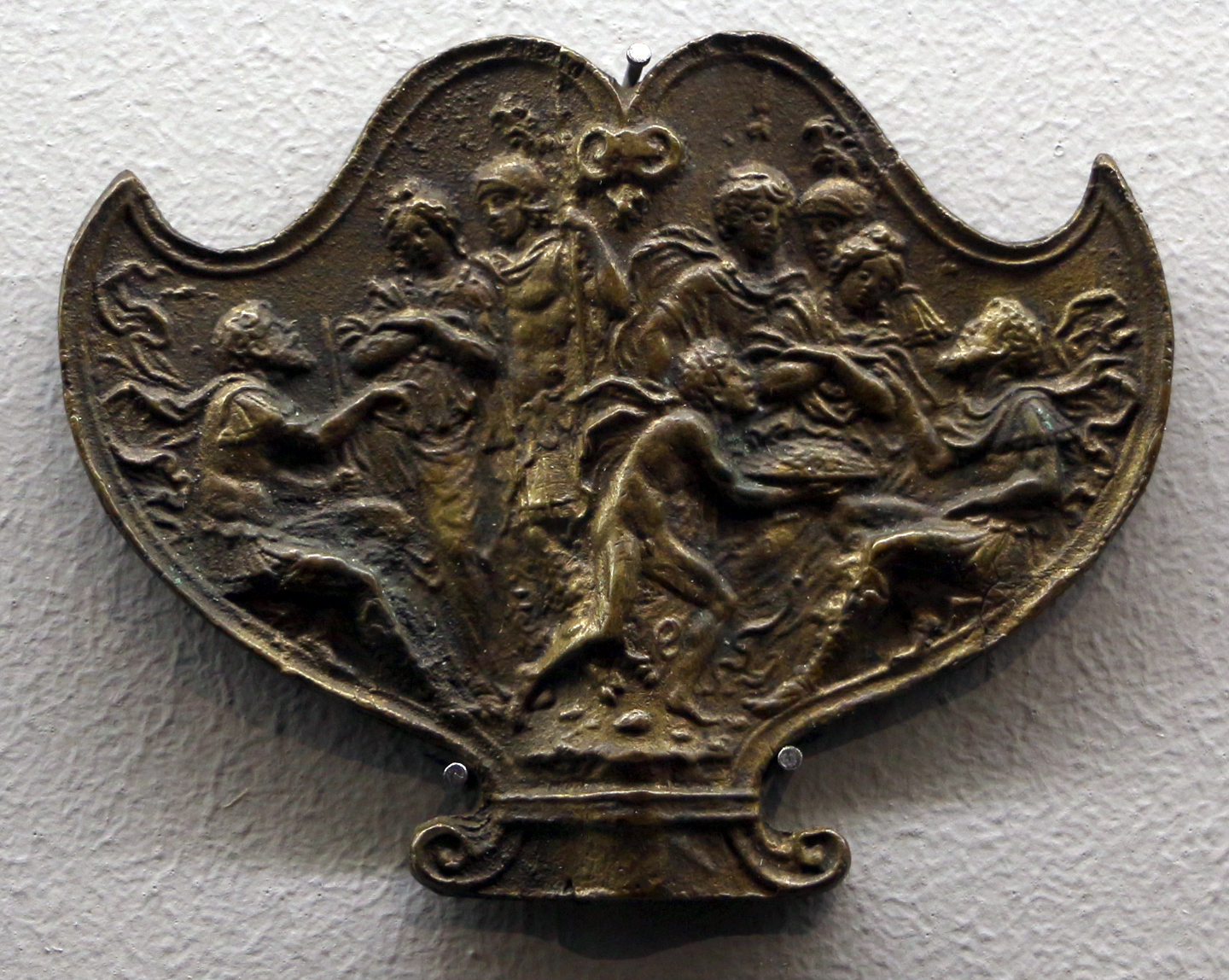
Scipionovy zábavy, asi 1500
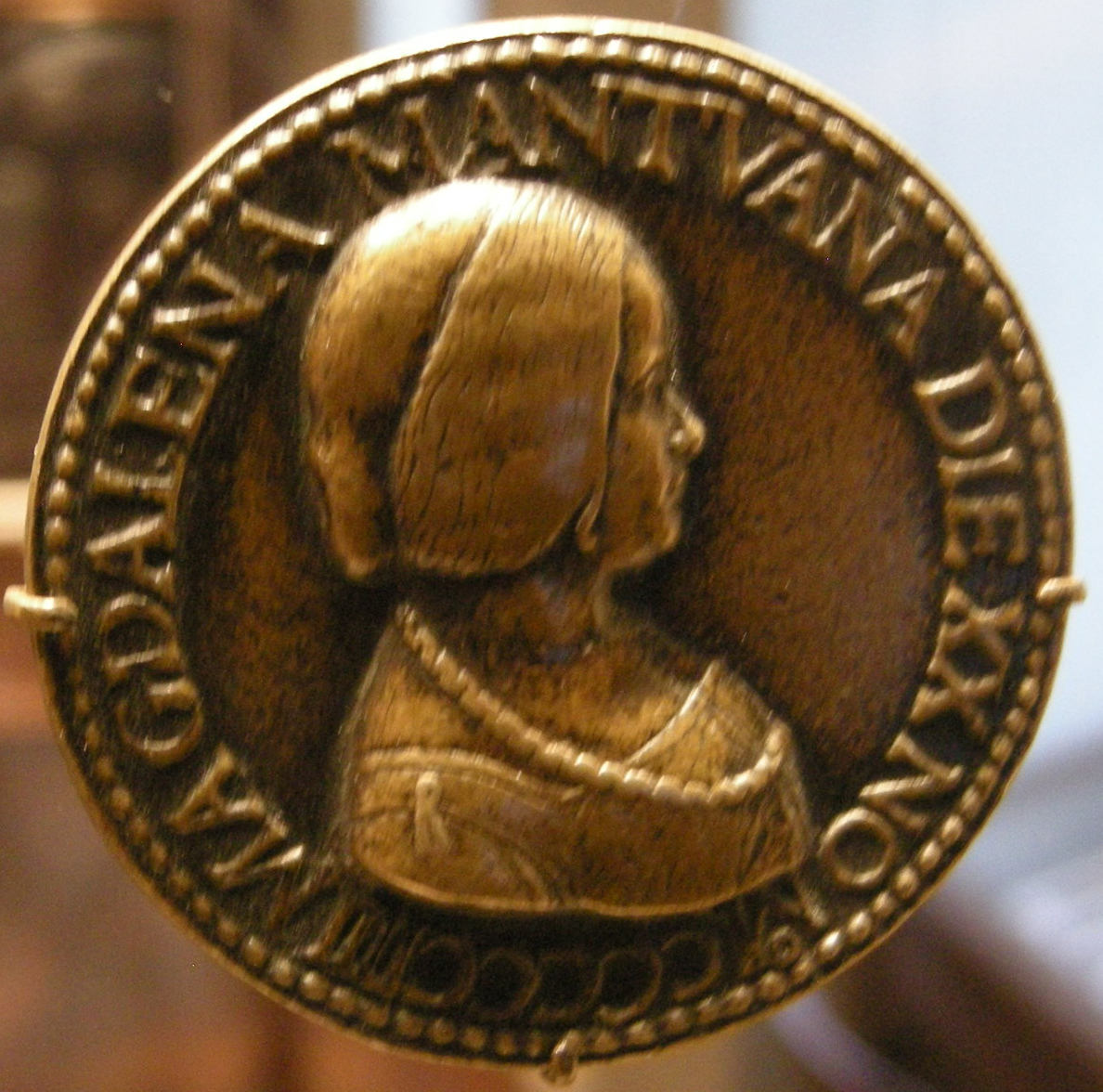
Medaile Magdalény z Mantovy, 1504
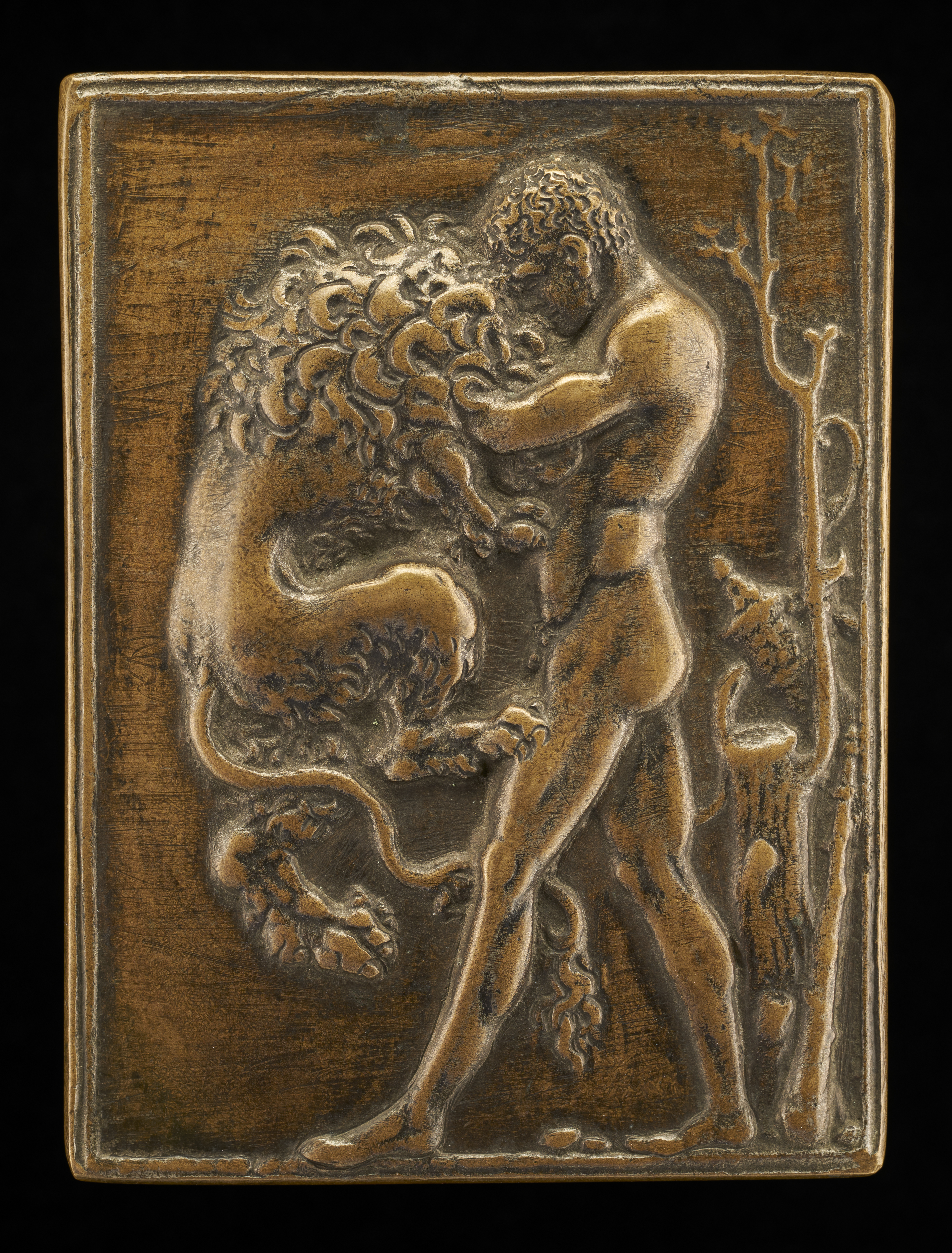
Hérakles s nemejským lvem, 1488–89
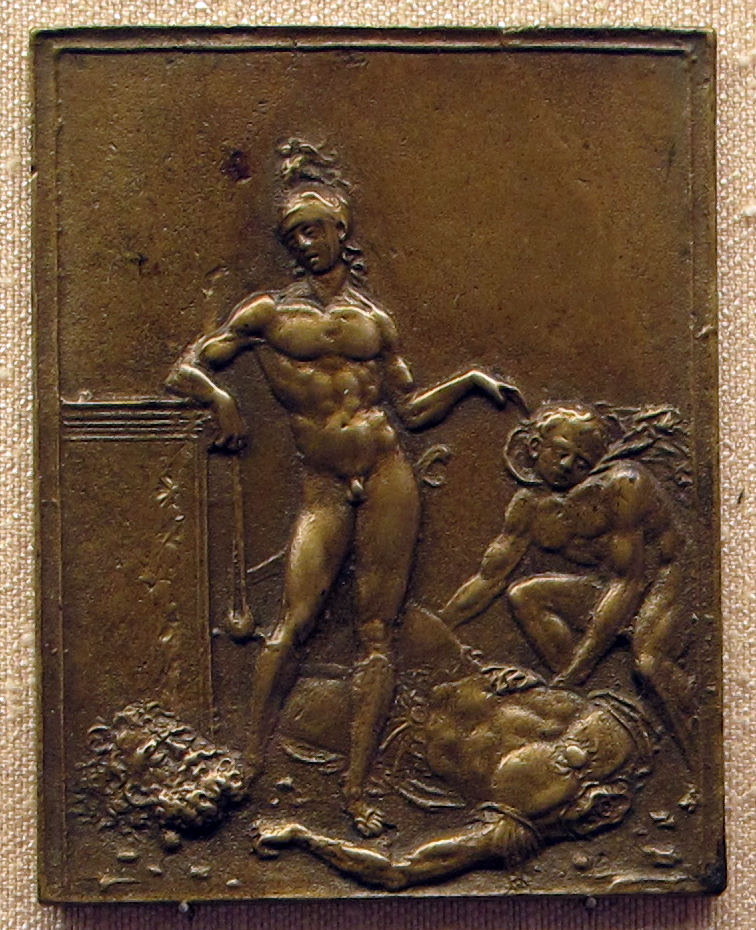
David a Goliáš, 1504–05
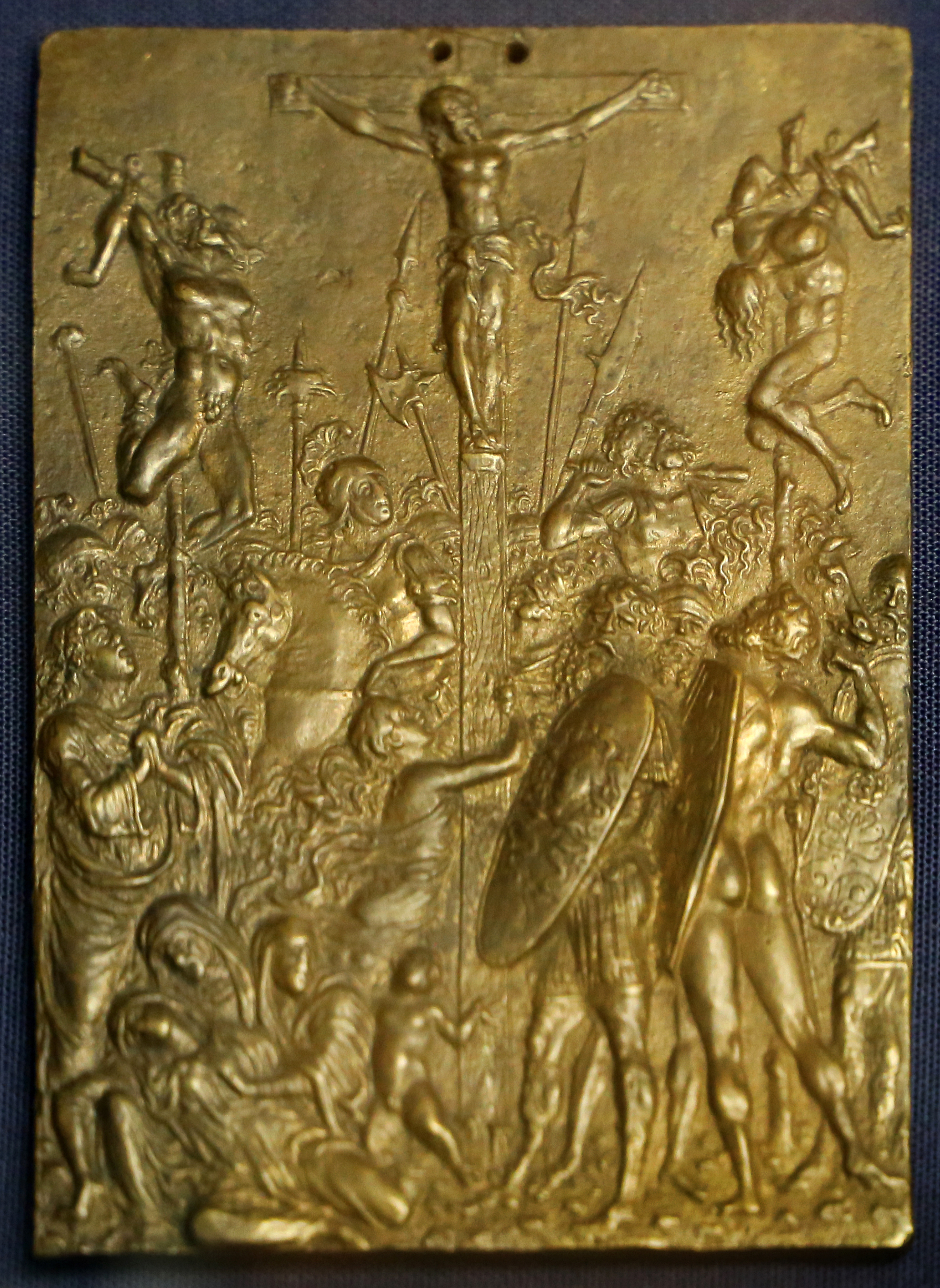
Ukřižování, 1500–25
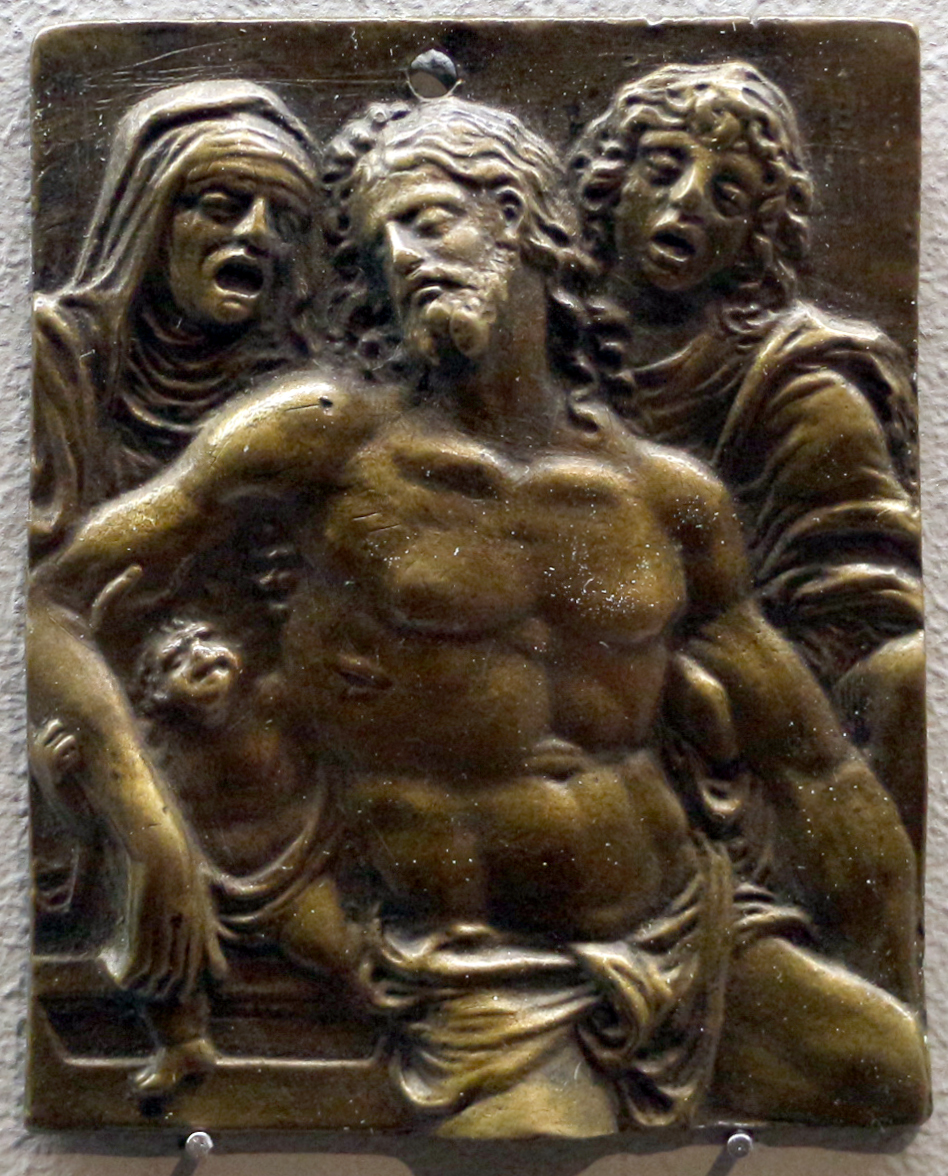
Oplakávání a ukládání Krista do hrobu, 1510
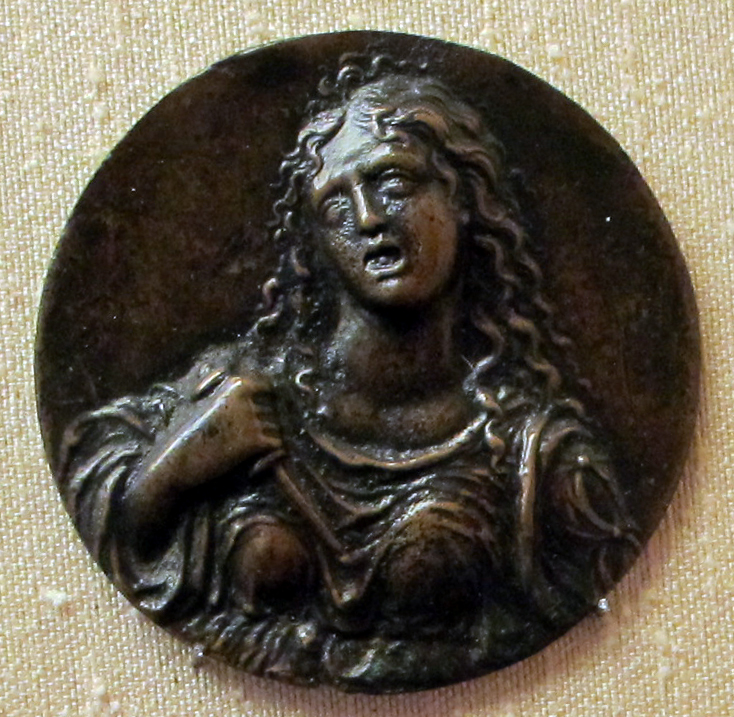
Sebevražda Lukrécie, 1500–25